# كأس إيفا دوارتي
كأس إيفا دوارتي (بالإسبانية: Copa Eva Duarte) هي بطولة كرة قدم إسبانية تحمل اسم السيدة إيفا دوارتي (بالإسبانية: Eva Duarte) زوجة رئيس الأرجنتين خوان دوميجو بيرون في تلك الفترة، أقيمت البطولة في الفترة ما بين عام 1947 ولغاية توقفها في عام 1953، وكانت تجمع بين بطل الدوري الإسباني وبطل كأس ملك إسبانيا على غرار بطولة كأس السوبر الإسباني حالياً، وهي بطولة يصنفها الاتحاد الإسباني كبطولة رسمية.

## الفائزين
| السنة | الفائز        | الوصيف        | النتيجة       |
| ----- | ------------- | ------------- | ------------- |
| 1947  | ريال مدريد    | فالنسيا       | 3–1           |
| 1948  | برشلونة       | إشبيلية       | 1–0           |
| 1949  | فالنسيا       | برشلونة       | 7–4           |
| 1950  | أتلتيك بيلباو | أتلتيكو مدريد | 7–5 (5–5/2–0) |
| 1951  | أتلتيكو مدريد | برشلونة       | 2–0           |
| 1952  | برشلونة*      |               |               |
| 1953  | برشلونة*      |               |               |

* في 1952 و1953 مُنحت الكأس تلقائيًا لبرشلونة بسبب فوزه بثنائية الدوري/الكأس.

## الألقاب حسب الفريق
| الفريق        | البطل | الوصيف | سنوات الفوز      | سنوات الخسارة |
| ------------- | ----- | ------ | ---------------- | ------------- |
| برشلونة       | 3     | 2      | 1948، 1952، 1953 | 1949، 1951    |
| فالنسيا       | 1     | 1      | 1949             | 1947          |
| أتلتيكو مدريد | 1     | 1      | 1951             | 1950          |
| ريال مدريد    | 1     | -      | 1947             | -             |
| أتلتيك بيلباو | 1     | -      | 1950             | -             |
| إشبيلية       | -     | 1      | -                | 1948          |